# Al-Hussein ibn Ali
 (mai 2022).
Pour les articles homonymes, voir Ben Ali (homonymie) et Hussein.
Al-Hussein ibn Ali, dit aussi Sayyid al-Chouhada  ((ar) سَيِّد الشُهَداء , prince des martyrs), né le 10 janvier 626 à Médine et mort le 10 octobre 680 lors de la bataille de Kerbala, est le fils d'Ali ibn Abi Talib et de Fatima Zahra ; par celle-ci il est aussi le petit-fils de Mahomet. 
À la mort de son frère aîné Hassan en 670, il devient le troisième des douze imams du chiisme duodécimain. Son soulèvement contre le calife omeyyade Yazid I (accusé d'injustice) suivi de sa mort lors d'une bataille à Kerbala (Irak) constitue un événement essentiel dans le développement de la pensée chiite : selon le chiisme, en particulier duodécimain, mais aussi ismaélien, Hussein est mort volontairement pour sauver le monde.
Ce soulèvement et cette mort ont rapidement fait l'objet d'une profonde vénération chez les chiites. Il est devenu pour eux le « martyr » (shahîd), qu'ils commémorent chaque année le 40e jour suivant la date de sa mort, au cours d'une cérémonie appelée « Arbaïn » (« quarante », c'est-à-dire les quarante jours qui suivent le décès). Entre 17 et 20 millions de personnes se rassemblent à cette occasion au mausolée de Kerbala pour lui rendre hommage. L'endroit est ainsi devenu un des hauts lieux de l'islam chiite.

## Biographie
Il est la troisième figure de l’imamat chiite duodécimain, succédant à son frère aîné, Hassan, et est également reconnu pour son martyre à Karbala, événement central de la mémoire chiite.
Jeunesse et rôle aux côtés de son père
Hussein grandit à Médine dans l’entourage immédiat du Prophète, bénéficiant d’une éducation religieuse et morale très tôt. Il fut témoin des bouleversements politiques qui suivirent la mort du Prophète, notamment la marginalisation de la famille d’Ali. Lorsque son père accéda au califat en 656, Hussein l’accompagna dans ses campagnes militaires contre les opposants internes, notamment lors des batailles du Chameau, de Siffin et de Nahrawan Al-Tabari, Tarikh al-Rusul wa al-Muluk.
L’après-Ali et la succession de Hassan
Après l’assassinat d’Ali en 661, son frère Hassan devint calife à Koufa, mais abdiqua rapidement en faveur de Muawiya ibn Abi Sufyan afin d’éviter une guerre civile. Hussein se retira alors de la vie politique active et retourna à Médine, mais conserva une position d’opposition morale au pouvoir omeyyade (Ibn Sa’d, Kitab al-Tabaqat al-Kabir, vol. V.). À la mort de Hassan en 670, Hussein devint l’imam légitime pour les chiites, bien que sans autorité politique reconnue.
Opposition à Yazid et chemin vers Karbala
Lorsque Muawiya mourut en 680, son fils Yazid accéda au califat par succession héréditaire, une pratique contraire à la tradition de l’élection ou du consensus en vigueur jusque-là. Hussein refusa de prêter allégeance à Yazid, dénonçant sa corruption, son injustice et son manque de piété islamique. Cette opposition politique fut nourrie par une vision éthique et religieuse de l’imamat, perçu comme une responsabilité morale plutôt qu’un simple pouvoir temporel.
Face à cette résistance, les partisans de la famille d’Ali à Koufa invitèrent Hussein à les rejoindre. Il quitta alors La Mecque avec ses proches et compagnons, malgré les avertissements sur le danger. En route, il apprit l’exécution de son cousin et émissaire Muslim ibn Aqil à Koufa. À Karbala, il fut encerclé par l’armée omeyyade dirigée par Ubayd Allah ibn Ziyad. Malgré la soif, la fatigue et l’isolement, il refusa jusqu’au bout de prêter allégeance à Yazid. Il fut tué avec 72 de ses compagnons le 10 muharram 61 H (jour d’Achoura), marquant ainsi le début d’une mémoire tragique et fondatrice dans l’islam chiite.
Héritage et portée politique
La mort d’Hussein est devenue un symbole universel de résistance face à l’injustice et à la tyrannie. Elle a consolidé la séparation doctrinale entre chiites et sunnites, et fait de Karbala un haut lieu de pèlerinage. Pour les chiites, Hussein représente l’imam modèle, prêt à se sacrifier pour l’authenticité de l’islam et pour la défense des opprimés,.

### Approche
La place occupée par Al-Hussein et son destin tragique font que de sa biographie constitue une question délicate qu'il faut aborder avec toute la prudence méthodologique nécessaire. Il s'agit d'être aussi objectif que possible et d'examiner les circonstances historiques qui ont conduit à la bataille de Kerbala en confrontant les sources pour examiner tant les informations anciennes que tardives, dégage la part émotionnelle des récits, les partis pris idéologiques qui les sous-tendent.

### Enfance
Il est le deuxième fils d'Ali Ibn Abi Talib et Fatima, la fille de Mahomet, son aîné étant Hassan. Il naquit à Médine le dix janvier 626, (le 5 de Chaabane 4 AH) ou peut-être, selon certaines sources, au milieu de Joumada I, an 6 (soit au début octobre 627). 
Selon un hadith l'origine de son nom viendrait du  fils d’Aaron qui était Chariba en hébreu mais qui veut dire Hussein en arabe.  
Oh ma tante ! C’est toi qui va le nettoyer ?
Allah Gloire à Lui l’a nettoyé et l’a purifié.
Gabriel (P) descendit sur le Prophète (P) et lui ordonna d’appeler le nouveau-né Hossein coïncidant
avec le prénom du fils d’Aaron qui était Chariba en hébreu qui veut dire Hossein en arabe
Il fut d'abord élevé dans la maison de son grand-père Mahomet, et l'on a de nombreux témoignages de l'affection de Mahomet pour ses deux petit-fils. On disait de Hussein qu'il ressemblait beaucoup à son grand-père, Mahomet, aussi bien physiquement que moralement (mais moins que Hassan).  Il était connu pour sa grande bonté et sa générosité sans faille.
Nombre de hadiths rapportent les propos du Prophète au sujet de son petit-fils. Ainsi : « Hussein fait partie de moi, et je fais partie de Hussein. Dieu aimera celui qui aura aimé Hussein » ou encore « Hassan et Hussein sont ». Ou encore cette parole adressée à Ali : « Oh Ali! Tu es pour moi ce que Haroun était pour Moïse sauf qu’il n’y a pas de prophète après moi. Le Prophète Haroun avait deux enfants appelés Shabbar et Shabbir. La traduction de Shabbar en arabe est Hassan et celle de Shabbir est Hussein ».

### Épouses et enfants
On ne trouve pas d’indications claires sur la présence ou non des épouses de l'Imam Hussein, lors des évènements de Karbala. Les écrits existants n'expliquent que partiellement la vie de ses quatre épouses, qui sont : Laylâ Bint Abî ʿUrwah Ibn Masʿûd Ath-Thaqafî, la mère de ʿAlî l’aîné; Shahrbânû, fille du dernier empereur sassanide de Perse Yazdgard III, défait par les armées de ʿUmar Ibn Al-Khattâb, et qui fut la mère d’As-Sajjâd et de ʿAlî le médian; Rabâb Bint Imru’ Al-Qays Ibn ʿAdî, mère de Muhammad et de ʿAbd Allâh; Qudaʿiyyah, mère de Jaʿfar, Umm Ishâq Bint Talhah Ibn ʿUbayd Allâh, Umm Fâtimah.
De ces épouses, Al-Husayn eut dix enfants : six fils et quatre filles. Ses fils sont : ʿAlî l’aîné, dit le Martyr, ʿAlî le médian, dit Imâm Zayn Al-ʿÂbidîn, ʿAlî le cadet, Muhammad, ʿAbd Allâh le martyr et Jaʿfar. Ses filles sont : Sukaynah, Fâtimah, Zaynab et Ruqayyah.

### Les rapports avec Mo'awya
Après l'assassinat de son père, Ali ibn Abi Talib, Hussein prêta allégeance à son frère Hassan (le deuxième imam après Ali). Cependant, ce dernier fut contesté par Mu'awiya qui le menaça et fit tout pour que Hassan se rétracte. Hassan accepta alors de signer un traité dont l'une des clauses était que Mu'awiya avait l'interdiction de désigner un successeur après lui. Mu'awiya régna ainsi jusqu'en 680.

### Le soulèvement
En 680, Muʿawiya Ier, premier calife de la dynastie omeyyade, décède, amenant son fils Yazīd Ier à lui succéder. Hussein refuse de lui prêter allégeance arguant que cette succession est une violation du traité Hassan-Muawiya (en). En effet, en plus du fait d'avoir trahi le pacte, Yazid est réputé pour être un homme cruel et sans aucune piété, sans se soucier des commandements de Dieu et de son prophète. Il était réputé pour être un homme assoiffé de pouvoir et injuste. Pour éviter le serment d'allégeance à Yazîd, il part de Médine et se réfugie à La Mecque. Or, le gouverneur du calife Yazid, Ibn Ziyad, fait tuer Moslim ibn Aghil l'émissaire que Hussein lui a envoyé à Kufa. Peu après, Hussein se met en route pour cette ville. Il aurait ainsi, selon la tradition, rencontré en chemin le poète Tammām ibn Ghālib Abū Firās, dit « al-Farazdaq », qui l'aurait prévenu : « Ô Hussein, les cœurs [des gens de Kufa] sont avec toi, mais leurs épées sont pour les Omeyyades. »
« Je ne me suis pas soulevé de gaieté de cœur, ni pour une quelconque insatisfaction personnelle, ni par subversion ni injustement. Je me suis soulevé pour réformer la nation de mon grand-père, le Messager d’Allah, pour commander le bien et interdire le mal, et pour suivre les traces de mon grand-père et de mon père ». Tels furent les mots de Hussein lorsqu'il décida de se soulever contre un calife qui n'était pas digne à ses yeux de régner.

### Bataille et mort
Escorté d'une petite troupe de 72 personnes, dont les membres de sa propre famille, il part rejoindre ses partisans de Kufa qui l'avaient appelé à l'aide et lui avaient promis obéissance. Ibn Ziyad intercepte cette troupe à Kerbala et exige qu'Hussein prête allégeance au calife Yazid. Devant le refus de celui-ci, une bataille très inégale s'engage, la bataille de Kerbala, le 10 octobre 680 (10 muharram 61 AH). Tous les compagnons de Hussein sont tués. Le combat semble perdu d'avance, la petite armée de Hussein ne pouvant se mesurer à 30 000 adversaires[réf. nécessaire], et ce d'autant plus que l'armée omeyyade contrôle tous les accès à l'eau. Ils sont donc obligés de combattre durant deux journées sous un soleil de plomb et sans aucune eau, dans un siège qui va durer  dix jours. Finalement Hussein est tué par Shimr ibn Dhil-Jawshan qui le décapita.

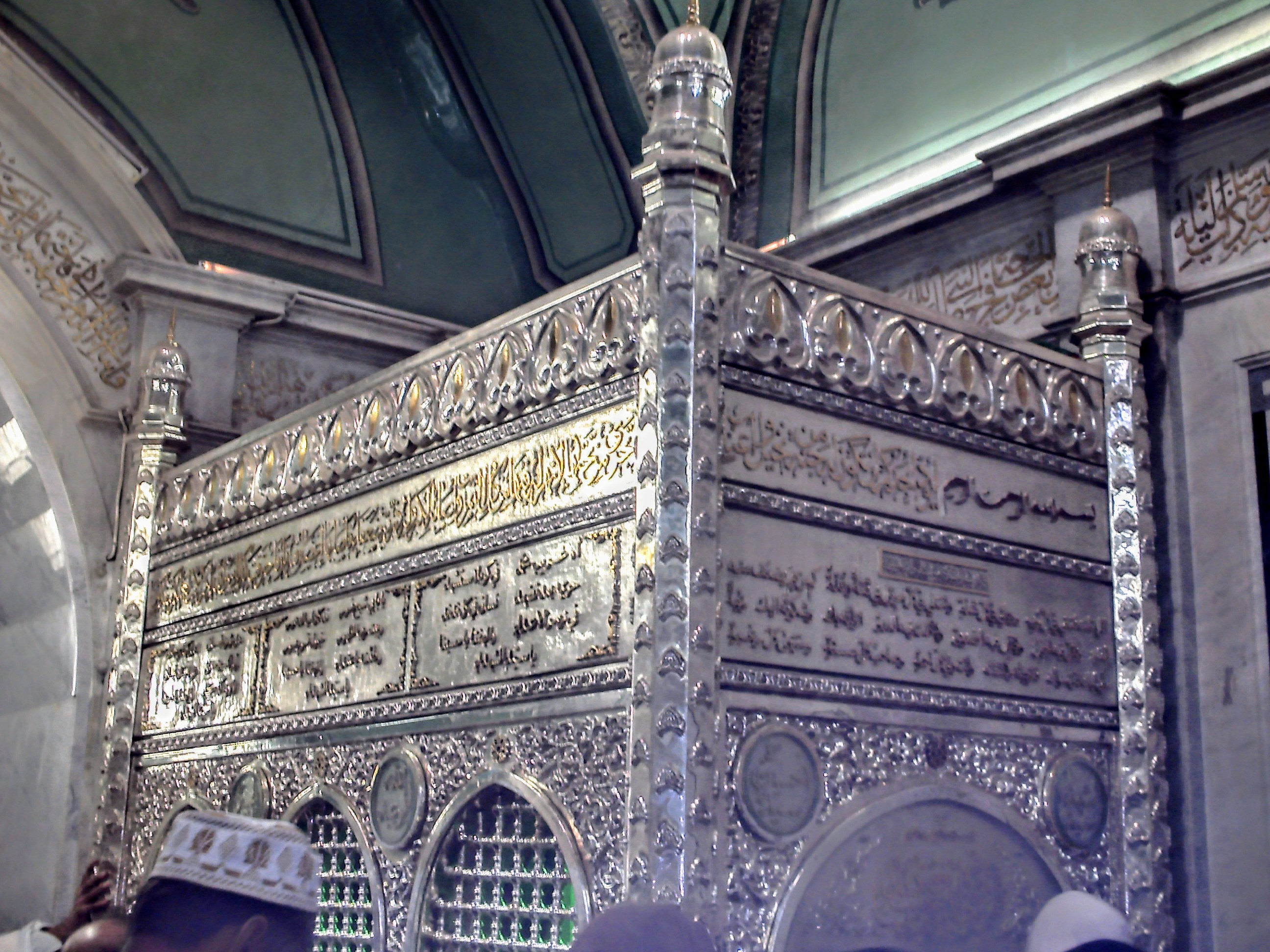
Reliquaire en argent contenant la tête de Hussein, dans la Grande mosquée des Omeyyades, à Damas.

Seul le plus jeune de ses fils, Ali Zayn al-Abidin, (qui deviendra le quatrième Imam) est épargné, avec les femmes et sa sœur Zaynab fille d'Ali. Le cadavre de Hussein est laissé sur place, sans linceul, sur le sable de Kerbala, tandis que sa tête est envoyée à Damas au calife Yazid, ainsi que les survivants devenus captifs. Par la suite, le corps sera enseveli  à Kerbala — c'est du moins ce qu'affirme la tradition — là où l'on bâtira plus tard le mausolée et sanctuaire consacré à la mémoire de Hussein, qui deviendra un des lieux essentiels du chiisme,.
Tabari rapporte que lorsqu’on apporta la tête de Hussein au calife, Yazîd Ier, celui-ci en frappa les lèvres avec une baguette, s'amusant à donner des coups en face de la famille de Hussein. Toutefois, selon Dominique et Janine Sourdel, le calife aurait regretté que le gouverneur eût fait preuve d'une telle violence (en décapitant le corps).

### Responsabilité de la mort de Hussein
D'une manière générale, selon les musulmans sunnites, sa mort doit être attribuée à l'initiative malheureuse d'un lieutenant outrepassant le commandement du calife. Mais pour les chiites la responsabilité de cette mort incombe au calife Yazid et à la ligue des arabes ; selon cette conception, il faut aussi blâmer les gens de Kûfa d'avoir abandonné Hussein après lui avoir demandé de se mettre à leur tête.

## Place de Hussein dans le chiisme
Le destin et la mort de Husayn marquent probablement un tournant dans l'histoire du chiisme.  
Kerbela, où le corps de Hussein aurait été enseveli, prit le nom de Qabr al-Ḥusayn (« tombeau de Ḥusayn ») et devint le lieu de rassemblement chiite le plus grand au monde. Plus de 20 millions de personnes s’y rendent pour accomplir le pèlerinage,. Quant à sa tête, elle serait conservée dans un reliquaire qui se trouve dans une salle annexe de la Grande mosquée des Omeyyades, à Damas. Toutefois, il n'y a pas d'accord sur cette localisation, et plusieurs villes disent la conserver : Nadjaf, Kufa, Kerbala, Médine, Le Caire...

## Influence sur des penseurs
Le soulèvement de Hussein inspire aujourd'hui un bon nombre de personnes, musulmanes ou non. Par exemple, le Mahatma Gandhi affirme : « Ce que j'ai appris de Hussain, c'est comment parvenir à la victoire bien qu'opprimé. » Ou encore Washington Irving : « L’Imam Hussein pouvait sauver sa vie en cédant à la volonté de Yazid, mais la responsabilité qu’il a en tant que chef de la communauté musulmane, ne lui permet de reconnaître Yazid comme calife. Il se prépare rapidement à tout malheur et à toute pression afin de libérer l’islam du joug des omeyyades. L’âme de l’imam Hussein reste éternellement vivante sous le soleil brûlant et sur les sables torrides des déserts de l’Arabie. O mon héros ! O symbole du courage ! O mon chevalier, Hussein ! »